# Dicranomyia subdichroa
Dicranomyia subdichroa là một loài ruồi trong họ Limoniidae. Chúng phân bố ở miền Cổ bắc.